# Cenicero
Cenicero és un municipi de la Rioja, a la regió de la Rioja Mitjana. Limita al nord amb el riu Ebre, a l'oest amb el riu Najerilla, amb Huércanos i Uruñuela al sud i amb Fuenmayor i Navarrete a l'est.

## Etimologia
Hi ha dues teories que pugnen per explicar l'origen del nom de Cenicero, la primera d'elles defensa la tesi que aquest nom ve de les cendres que deixaven els pastors en la seva estada hivernal per la zona. L'altra, defensa la hipòtesi que el nom de Cinassariam es deu a les cendres que sobraven al realitzar el carbó vegetal d'alzina i carrasca que abundaven en la zona.

## Història
A la Crònica Albeldense s'esmenta la famosa expedició que va portar a terme Alfons I, rei d'Astúries per la ribera de l'Ebre l'any 740. En aquest relat s'hi refereixen les localitats destruïdes: Mirandam (Actual Miranda de Ebro), Revendecam, Carbonariam, Abeicam (Ábalos, des d'on va creuar l'Ebre), Brunes (Podria ser Briones però no és del tot segur), Cinissariam (actual Cenicero) i Alesanco.
El 1375 rep la carta poblacional, que permetia la repoblació de la zona i constituïa un bastió contra els navarresos. En aquesta època es va construir un castell sobre el turó des del qual s'albira l'actual caseriu de Cenicero. De 1403 existeixen documents sobre litigis amb Huércanos sobre ĺímits i pastures. La població estava unida a Nájera, però al començament del segle XV ja comptava amb territori propi. El 1465, Enric IV de Castella crea el Ducat de Nájera i l'hi atorga a Pedro Manrique de Lara. El 1636, sota el mandat de Jorge Manrique de Cárdenas, VI Duc de Nájera, la població va esdevenir vila.
El 1808 durant la Guerra de la Independència Espanyola, les tropes franceses es van instal·lar a Cenicero. El 1838 la ciutat rep el General Espartero amb una gran festa i un arc, després de la batalla de Peñacerrada, en la qual va vèncer els carlins.